# Лимоновыжималка

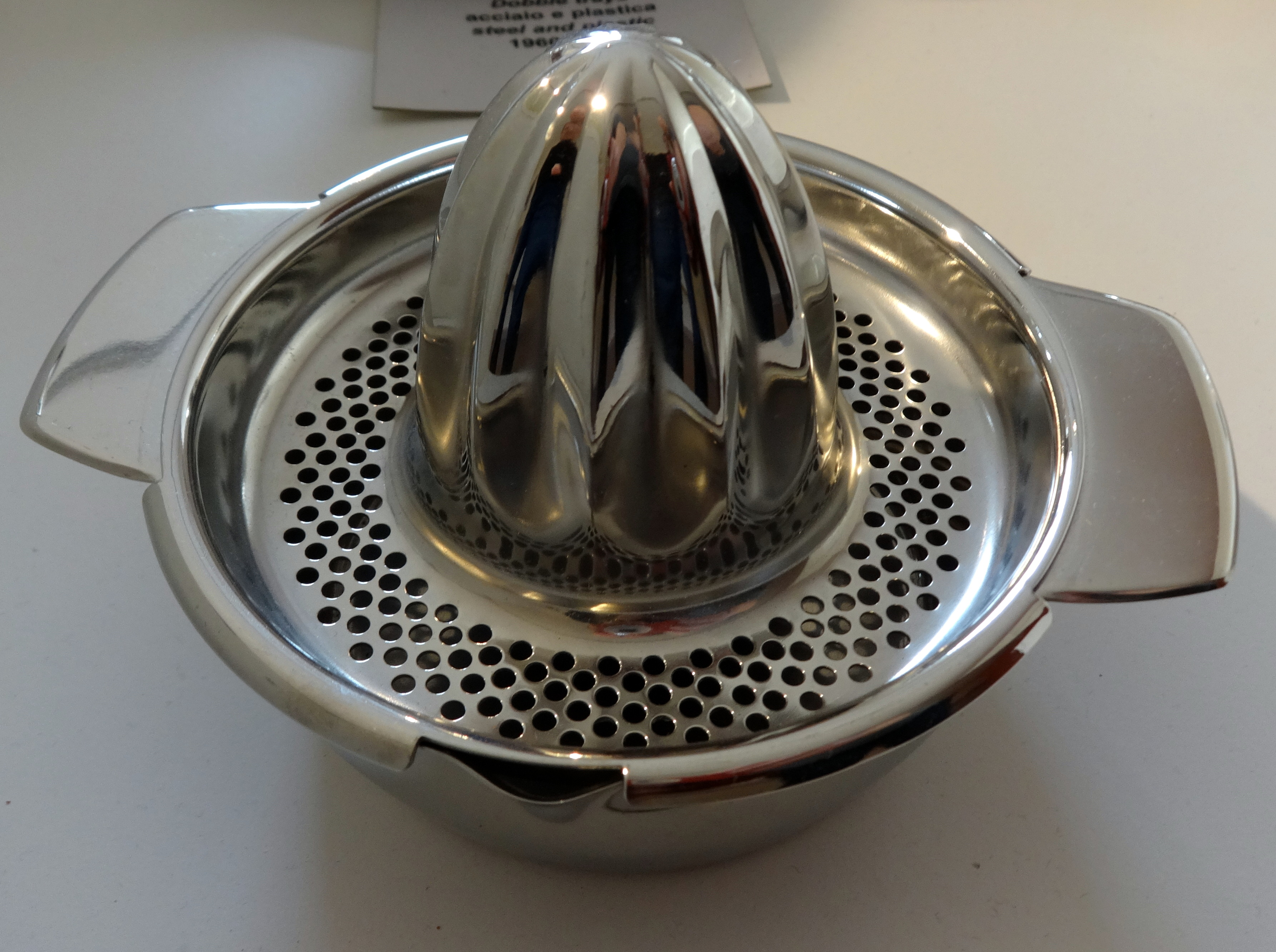
Ручная стальная лимоновыжималка

Лимоновыжима́лка, пресс для цитрусовых, цитрус-пресс — кухонный прибор для выжимания сока из плодов цитрусовых: лимонов, лаймов, небольших апельсинов и др. В отличие от универсальной соковыжималки, для лимоновыжималки цитрусовые не требуется очищать от корки, их лишь предварительно разрезают пополам поперёк долек. В профессиональных цитрусовых соковыжималках некоторых конструкций цитрусовые могут загружаться целиком.
Ручная лимоновыжималка представляет собой поддон в форме глубокого блюдца или чашки с ручкой диаметром 9—15 см с боковым сливом, в центре которого возвышается остроконечный ребристый конус. Для задержания семян ручная лимоновыжималка может оснащаться ситечком или в сливе устанавливаются несколько остроконечных зубчиков. Ручные соковыжималки изготавливаются из прессованного стекла, металла и пластика. Для получения сока на ручной лимоновыжималке половинку лимона или апельсина надевают срезом на конус и проворачивают под давлением вниз до полного отжима фруктовой мякоти.
Электрические лимоновыжималки с вращающейся конусообразной насадкой работают по этому же принципу, имеют ёмкость для сбора сока большего размера и иногда они оснащаются крышкой или специальным держателем, что освобождает от необходимости давить на фрукт руками. Для эффективного отжима сока некоторые электрические лимоновыжималки оснащены режимом чередующегося вращения — по и против часовой стрелке. Кроме того, электрические лимоновыжималки могут иметь несколько разных по размеру сменных насадок для разного размера плодов. Рычажные прессы для цитрусовых бывают ручными и механическими и требуют при пользовании значительных физических усилий.

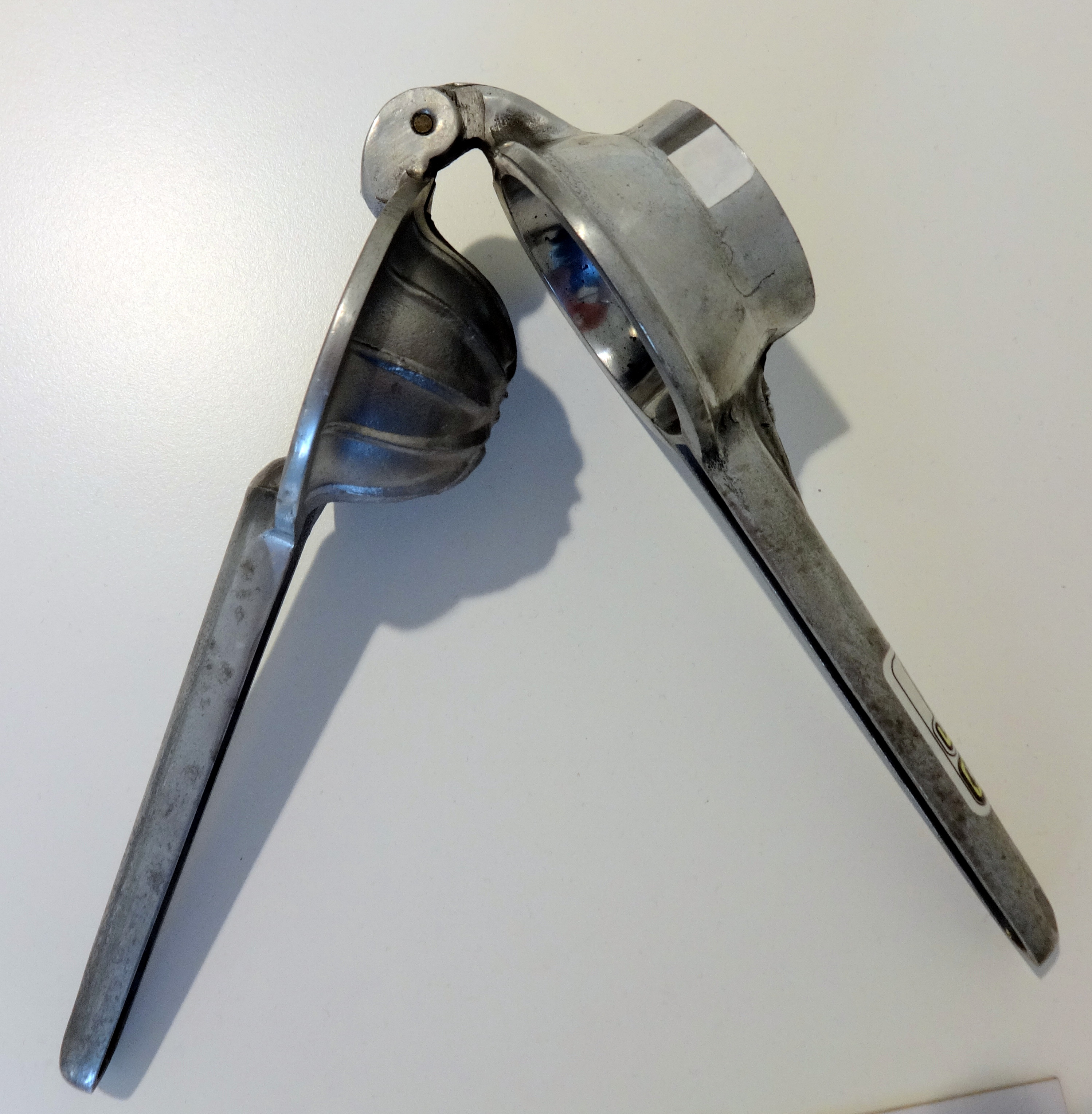
Ручная рычажная лимоновыжималка
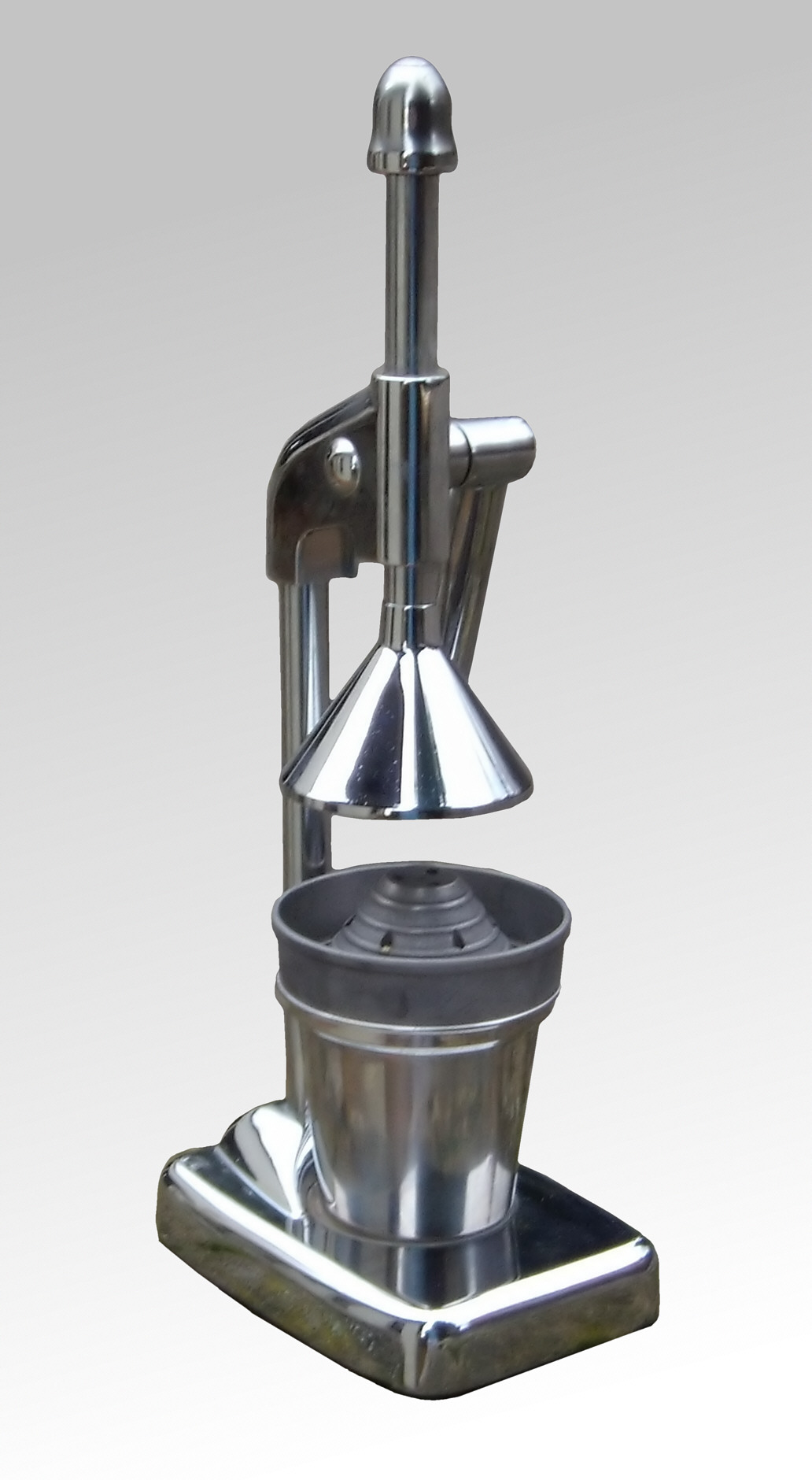
Механический стационарный рычажный пресс для цитрусовых
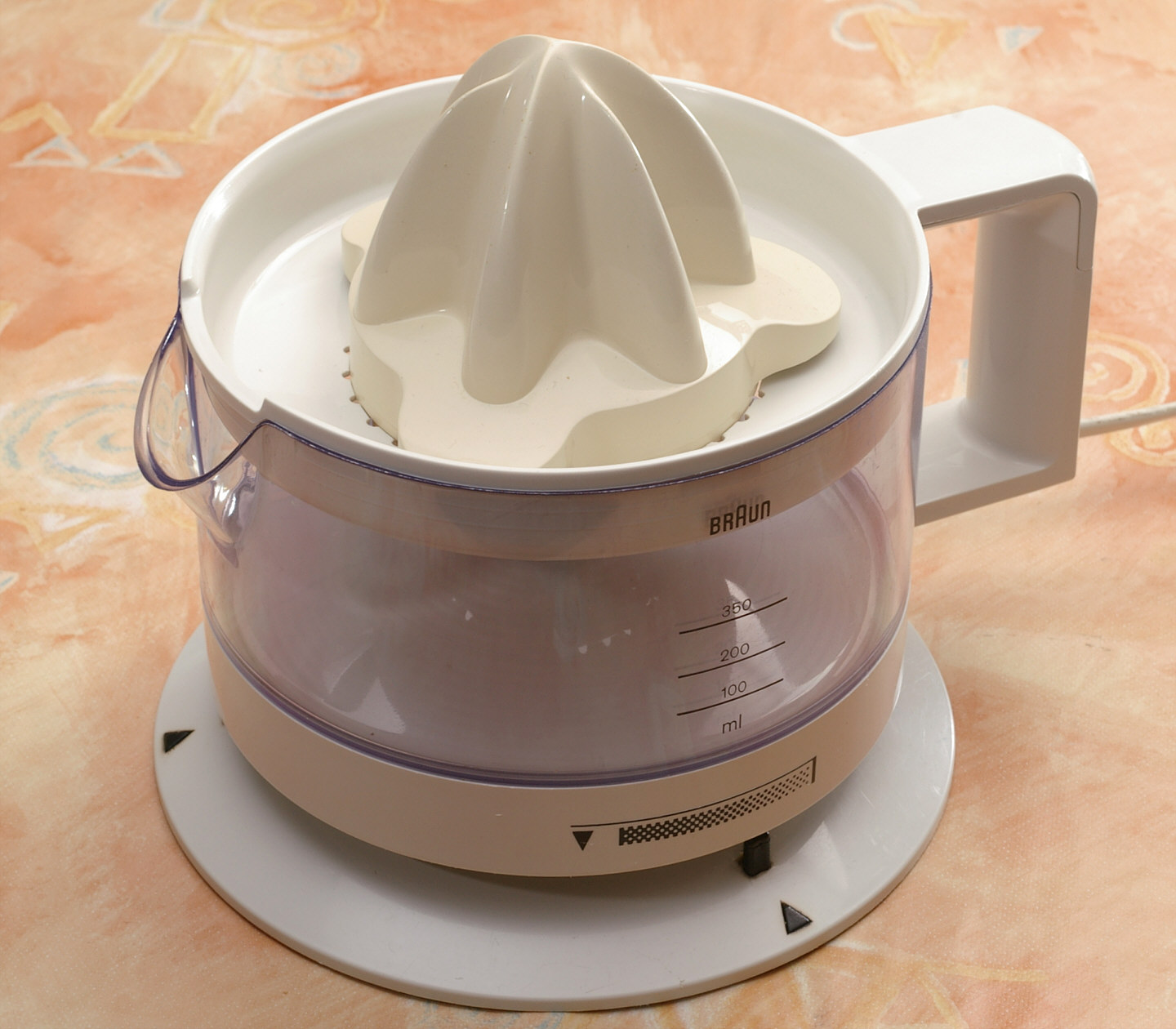
Электрическая лимоновыжималка без крышки